# 斯普林韋爾鎮區 (明尼蘇達州伊善提縣)
斯普林韋爾鎮區（英語：Springvale Township）是位於美國明尼蘇達州伊善提縣的一個行政鎮區。

## 地方資料
斯普林韋爾鎮區的面積為91.51平方千米，當中陸地面積為89.03平方千米，而水域面積為2.48平方千米。根據2020年美國人口普查的數據，當地共有人口1560人，而人口密度為每平方千米17.05人。